# 7801 Goretti
7801 Goretti eller 1996 GG2 är en asteroid i huvudbältet som upptäcktes den 12 april 1996 av de båda italienska astronomerna Andrea Boattini och Luciano Tesi vid Pian dei Termini-observatoriet. Den är uppkallad efter den italienska astronomen Vittorio Goretti.
Asteroiden har en diameter på ungefär 7 kilometer.